# Wasserkraftwerk Dietfurt
Das Wasserkraftwerk Dietfurt der Rhein-Main-Donau AG liegt in der Altmühl beim Ortsteil Töging der Stadt Dietfurt an der Altmühl im  Landkreis Neumarkt in der Oberpfalz.
Das Kraftwerk ging 1991 in Betrieb. Seine Betriebsführung liegt bei der Uniper Kraftwerke GmbH. Im Krafthaus im linken Bereich der Altmühl ist die einzige Turbine mit einer elektrischen Leistung von 510 Kilowatt untergebracht. Zum rechten Ufer hin befinden sich zwei Wehrfelder. Das Regelarbeitsvermögen beträgt 3,2 Millionen Kilowattstunden pro Jahr. Die Fallhöhe des Kraftwerks wird vom Eigentümer mit 4,3 Metern angegeben. Karten des Landesvermessungsamts geben den Spiegel des Oberwassers mit 359 m ü. NN an. Der Unterwasserspiegel entspricht dem Spiegel der Stauhaltung Riedenburg des Main-Donau-Kanals, also 355 m ü. NN.